# Dasyprocta fuliginosa
Dasyprocta fuliginosa también conocido como agutí negro, ñeque o picure, es una especie de roedor histricomorfo de la familia Dasyproctidae propia de Sudamérica. Es nativo de la selva amazónica y se encuentra en el sur y oeste de Venezuela, oriente de Colombia, Ecuador, Perú y al oeste de Brasil. Su habitat se ubica debajo de los 1.000 m s. n. m.

## Características
Su cuerpo mide 54 a 76 cm de largo, con cola de 2 a 4 cm. Pesa entre 3,5 y 6 kg. Las hembras son menores que los machos. Las patas posteriores tienen 12 a 14,5 cm de longitud con tres dedos. En la pata anterior tiene 4 dedos y un vestigio de pulgar. El pelaje superior es negruzco canoso, más largo en el lomo; en las partes inferiores es castaño a amarillo y blanco.

## Historia natural
Son crepusculares y nocturnos, su principal alimento son frutos, especialmente de palmas, aunque también consumen semillas, algunas hierbas y tubérculos. Se adaptan muy bien a las modificaciones introducidas por el hombre, aunque son intensamente cazados por su carne.
Cada hembra tiene dos partos al año, en cada uno de los cuales nacen 2 crías (en ocasiones 3 o hasta 4). La gestación dura de 98 a 110 días.